# Руси Русев (певец)
Вижте пояснителната страница за други личности с името Руси Русев.
Руси Русев е български попфолк певец.

## Биография
Има средно специално образование. Завършва музикална школа по китара и пеене. Професионално започва да работи през 1975 г. като артист-оркестрант в бюро „Естрада“ – гр. Бургас.
След казармата има една година концертна дейност из страната с група като солист-вокалист. От 1980 г. до 1990 г. продължава да работи в бюро „Естрада“, ОД Музика гр. Бургас и „Балкантурист“ Слънчев бряг. През 1988 г. става член на съюза на музикалните дейци в България. През 1991 г. сформира оркестър и заминават в бивша Югославия. След като се връща от там, започва да работи самостоятелно. Издава седем албума на касети, компакдискове и видеокасети. Първите два прави сам. През 1993 г. издава първия си албум, носещ името на големия хит „Бургаски вечери“, който включва и хитовете „На бургаската гара“, „Лидо, Лидия“, „Тамбуро моя“, „Бананите“, „Данче мама“, „Лиляно моме“, както и големия хит на Петър Чернев и Миряна Башева „Заклинание“, записан в албума му като „Мъко моя“. От 1995 до 2000 г. работи с фирма „Пайнер“ и правят пет албума. Последният албум издава с фирма „Стефкос мюзик“, Бургас. През 1998 г. издава самостоятелен албум с дъщеря си Десислава Русева (Салина). През същата година участва в Българския телевизионен филм-спектакъл „Песъчинка от света“. Работи с едни от най-добрите аранжори и композитори в България, като Максим Горанов, Краси Гюлмезов, Ленко Драганов, Пламен Велинов, Светослав Лобошки, Руслан Карагьозов, Дани Манолова, Митко Петров. Работил е също и с прекрасния бургаски поет Ваньо Вълчев, Свобода Даскалова и др. Има над тридесет авторски песни и над двадесет видеоклипа. В интервю казва: „Благодарен съм на Бог, моето семейство, моите приятели, колеги, фирма „Пайнер“ и медии“.

## Дискография

### Студийни албуми
- Бургаски вечери (1993)
- Бум шака – лака бум (1994)
- Когато ги хванеме (1995)
- Курназ момче (1997)
- Само тези три неща (1999)
- Капки дъжд (2001)

### Компилации
- Подбрано от Вас (1996)
- Моето щастие (1997)